# Canal E (VHF)

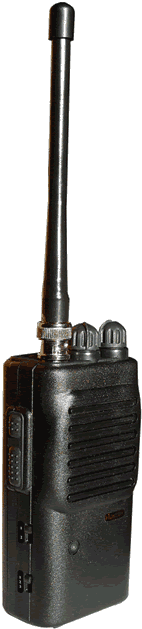
Talkie-walkie pédestre

En montagne, le canal E (pour « Canal Emergency ») dans la bande VHF est le canal d'appel d'urgence en radiotéléphonie, aussi désigné « Canal Emergency 161,300 MHz ». Certains talkie-walkies destinés à la randonnée pédestre présentent un bouton d'urgence réglé sur cette fréquence.
Le canal E est le canal européen transfrontalier des secours en montagne.

## Utilisation du canal
Dans les Alpes, le canal E (dont la fréquence radioélectrique est 161,300 MHz + encodeur CTCSS 123 Hz) peut être utilisé de part et d'autre des frontières pour l'alerte d'appel d'urgence :
- avec les secours en montagne (vingt-quatre heures sur vingt-quatre et sept jours sur sept) ;
- avec des pisteurs-secouristes ;
- avec d'autres randonneurs pédestres ou à ski ;
- pour l'interconnexion entre les services de secours.

### Radiocommunication avec les secours en montagne
Le talkie-walkie d'urgence est sur le canal E. Il faut appuyer sur le bouton alerte (pouvant être de couleur rouge selon le modèle de poste) pour déclencher le centre de traitement et de régulation des alertes, puis appuyer sur le gros bouton « pédale PTT » (pour « Push to Talk », soit « appuyer pour parler »), parler normalement et distinctement devant le micro positionné entre 5 et 10 cm de la bouche, puis relâcher la pédale PTT pour écouter l'interlocuteur.
Les renseignements demandés sont :
- le nom ;
- la localisation précise : coordonnées GPS, nom du chemin, point kilométrique, altitude, nom du lieu ;
- les secours attendus, la nature de l'urgence, que s'est-il passé, l'heure ;
- le maximum de renseignements pouvant être utiles aux services de secours, la météorologie locale, la visibilité, le relief local, la disponibilité d'une trousse de secours, le nombre de personnes.

Il est ensuite nécessaire de suivre les instructions du centre de traitement et de régulation des alertes. Le trafic radio d'urgence ne doit jamais être gêné par un autre trafic radio.

### Radiocommunication avec des pisteurs secouristes
Entre les randonneurs à ski, les pédestres et les pisteurs-secouristes, des radiocommunications locales d'urgence peuvent être réalisées.

### Radiocommunication entre les randonneurs
Des radiocommunications exclusivement d'urgences peuvent être réalisées entre les randonneurs à ski ou entre les pédestres.

### Radiocommunication entre les services de secours
Le canal E est le canal transfrontalier entre les secours en montagne. En France, il est utilisé entre les services départementaux incendie et secours de Haute-Savoie.

### Réseau d'urgence suisse
Il s'agit du « canal d'urgence » pour l’alerte et l'urgence dans toute la Suisse (population, les ministères et les organismes). L'appareil radiotéléphonique d’urgence sur la fréquence 161,300 MHz doit être équipé d’un appel sélectif et d'un CTCSS de 123 Hz en émission pour être entendu des centres d'opérations de la garde aérienne suisse de sauvetage (REGA).

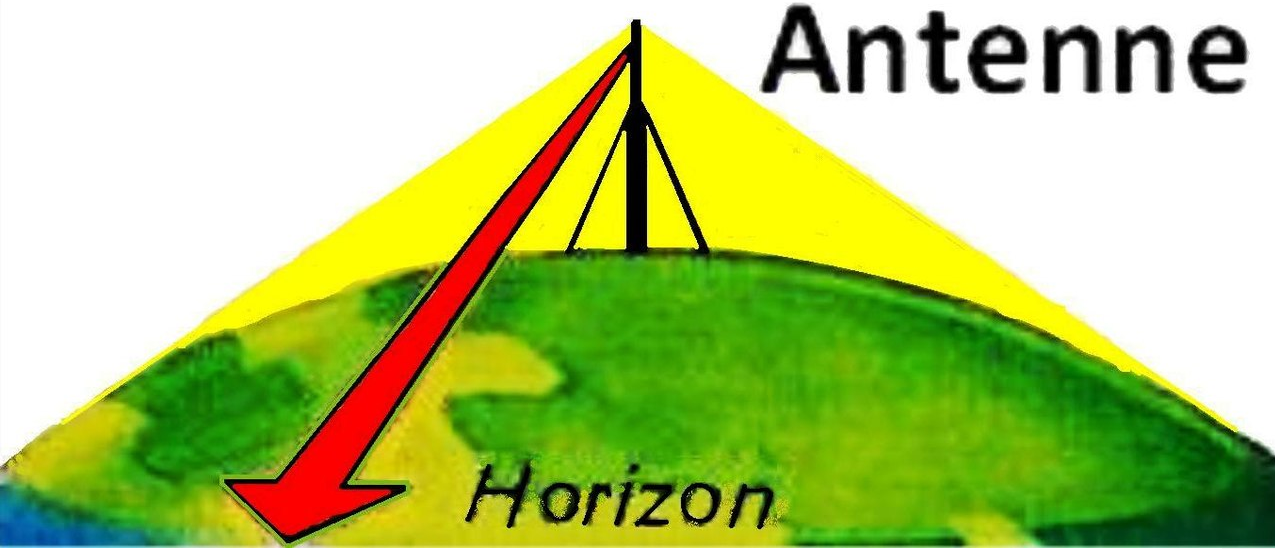
Propagation locale sur la bande VHF

### La propagation locale
La propagation est dans une zone de réception directe (quelques kilomètres) en partant de l’émetteur portatif.
- La propagation est comparable à celle d’un rayon lumineux.
- Les obstacles sur le sol prennent de l’importance.
- La portée radio est fonction de la courbure de la terre (en l'absence d'obstacles) et de la hauteur des antennes d’émission et de réception.